# Allocerellus curtus
Allocerellus curtus är en stekelart som beskrevs av Prinsloo 1995. Allocerellus curtus ingår i släktet Allocerellus och familjen sköldlussteklar. Inga underarter finns listade i Catalogue of Life.